# Vlag van Nuevo León

Vlag van Nuevo León (ratio 4:7)

De niet-officiële vlag van Nuevo León toont het wapen van Nuevo León centraal op een witte achtergrond, waarbij de hoogte-breedteverhouding van de vlag net als die van de Mexicaanse vlag 4:7 is.
Net als de meeste andere staten van Mexico heeft Nuevo León geen officiële vlag, maar wordt de hier rechts afgebeelde vlag op niet-officiële wijze gebruikt. Soms gebruikt men ook vlaggen waarop de leeuw uit het wapen centraal staat — deze leeuw is oorspronkelijk afkomstig uit het wapen van het oude Koninkrijk León — met daaronder het staatsmotto Semper Ascendens ("Altijd Vooruit").

## Geschiedenis

Civiele vlag van Nuevo León (2020).

In 1840 scheidde Nuevo León zich samen met Coahuila en Tamaulipas van Mexico af om de Republiek van de Rio Grande te vormen. Nuevo León werd met één ster vertegenwoordigd op de vlag van de Republiek van de Rio Grande. Na 283 dagen werd het gebied weer bij Mexico gevoegd.
In 2020 verscheen er een nieuwe beweging met een vlag die de kleuren van de historische vlag van de Republiek van de Rio Grande aannam, met de leeuw in het midden om de staat Nuevo León te vertegenwoordigen. De staat Nuevo León heeft geen officiële vlag, maar er is wel een nieuwe vlag met staatsidentiteit verschenen. De vlag is ontworpen door een student van de UANL en is verkocht via elektronische media en sportwinkels. Om de 200-jarige geschiedenis van de staat Nuevo León te vieren, kondigde de regering van de staat Nuevo León, via het Secretariaat van Cultuur, een oproep aan voor de goedkeuring van het volkslied en de vlag van de staat, de oproep eindigde op 29 februari 2024.

### Historische vlaggen

Vlag van de Republiek van de Rio Grande (1840)
Vlag van Nuevo León (1972)
Vlag van Nuevo León (1998)
Civiele vlag van Nuevo León (2020)